# Ľuboš Kamenár
Ľuboš Kamenár (Trnava, 17 giugno 1987) è un calciatore slovacco, portiere dello Slavoj Boleráz.

## Palmarès
- Campionato slovacco: 2

Artmedia Petržalka: 2004-2005, 2007-2008
- Coppa di Slovacchia: 3

Artmedia Petržalka: 2007-2008
Spartak Trnava: 2021-2022, 2022-2023
- Supercoppa di Slovacchia: 1

Artmedia Petržalka: 2005